# Green Wing
Green Wing is een Britse komische serie die zich afspeelt in het fictieve  ziekenhuis East Hampton Hospital Trust. De serie werd gecreëerd en geschreven door Victoria Pile, en geproduceerd door productiehuis Talkback voor Channel 4.
België was, samen met Australië, het eerste land ter wereld dat de laatste aflevering uitzond. Dit gebeurde op 29 september 2006, terwijl dit in het Verenigd Koninkrijk pas gebeurde op 4 januari 2007.
De titel is niet gebaseerd op de naam van het ziekenhuis East Hampton Hospital Trust, maar geïnspireerd op een poppetje met groene vleugels dat de bedenkster, Victoria Pile, op haar bureau had staan.

## Geschiedenis
Ofschoon de reeks in een hospitaal loopt, zijn er weinig verhaallijnen van medische aard; het merendeel van de actie volgt de persoonlijke wisselvalligheden in het leven van de personages, in de stijl van een soapserie. In tegenstelling tot de meeste Britse sitcoms duren de afzonderlijke afleveringen ongeveer één uur, en bestaan ze uit een aaneenrijging van sketch-achtige absurde scènes die verbonden worden met beelden in slow-motion of versnelde film, zodat de lichaamstaal van de personages beklemtoond wordt. In het najaar van 2004 werd het eerste seizoen van de serie op Channel 4 uitgezonden; in het voorjaar van 2005 werd dezelfde reeks op BBC America uitgebracht, zij het in een aangepaste versie waarbij al te seksueel getint materiaal werd weggesneden, en met extra tijd voor reclame. Het tweede seizoen werd vanaf 31 maart 2006 uitgezonden op Channel 4. Aansluitend was er op 3 april 2006 de release van de dvd-box van seizoen 1. Sinds begin 2007 zijn ook de tweede reeks en de afzonderlijk gemaakte afsluitende special op dvd te verkrijgen.
De serie escaleert, in de loop der afleveringen, gestadig in absurditeit: een feestje ter inwijding van Dr. Todds nieuwe woonst wordt een ware braspartij, op den duur ontstaat er in de serie incest, en, op het einde van het eerste seizoen, is er een persiflage op The Italian Job, waarbij Macartney, Dear en Secretan in een gestolen ziekenwagen op een rotspunt schommelen. Op het einde van het tweede seizoen beleeft Dear een déjà vu. Hij hangt nu, samen met Statham en Clore, in een gestolen mobilhome aan dezelfde rotspunt te schommelen. De reeks is behoorlijk gewaagd; er komen gebraak en uitspattingen aan te pas en er wordt dikwijls over seks en geslachtsdelen gepraat, wat de aanpassingen voor het Amerikaanse publiek verklaart. De personages zijn überhaupt behoorlijk excentriek.
In 2004 werd Green Wing voor drie BAFTA-awards genomineerd: uiteindelijk won het de publieksprijs.

## Personages

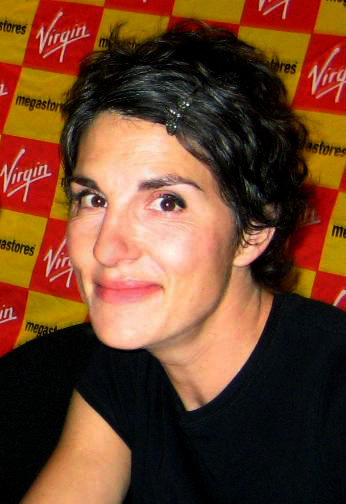
Greig in 2007

- Dr. Caroline Todd (vertolkt door Tamsin Greig): de nieuwe, onzekere dokter in het ziekenhuis. Ze is voortdurend het slachtoffer van de avances van Dr. Guy Secretan en Martin Dear, maar voelt eigenlijk meer voor Dr. Macartney.

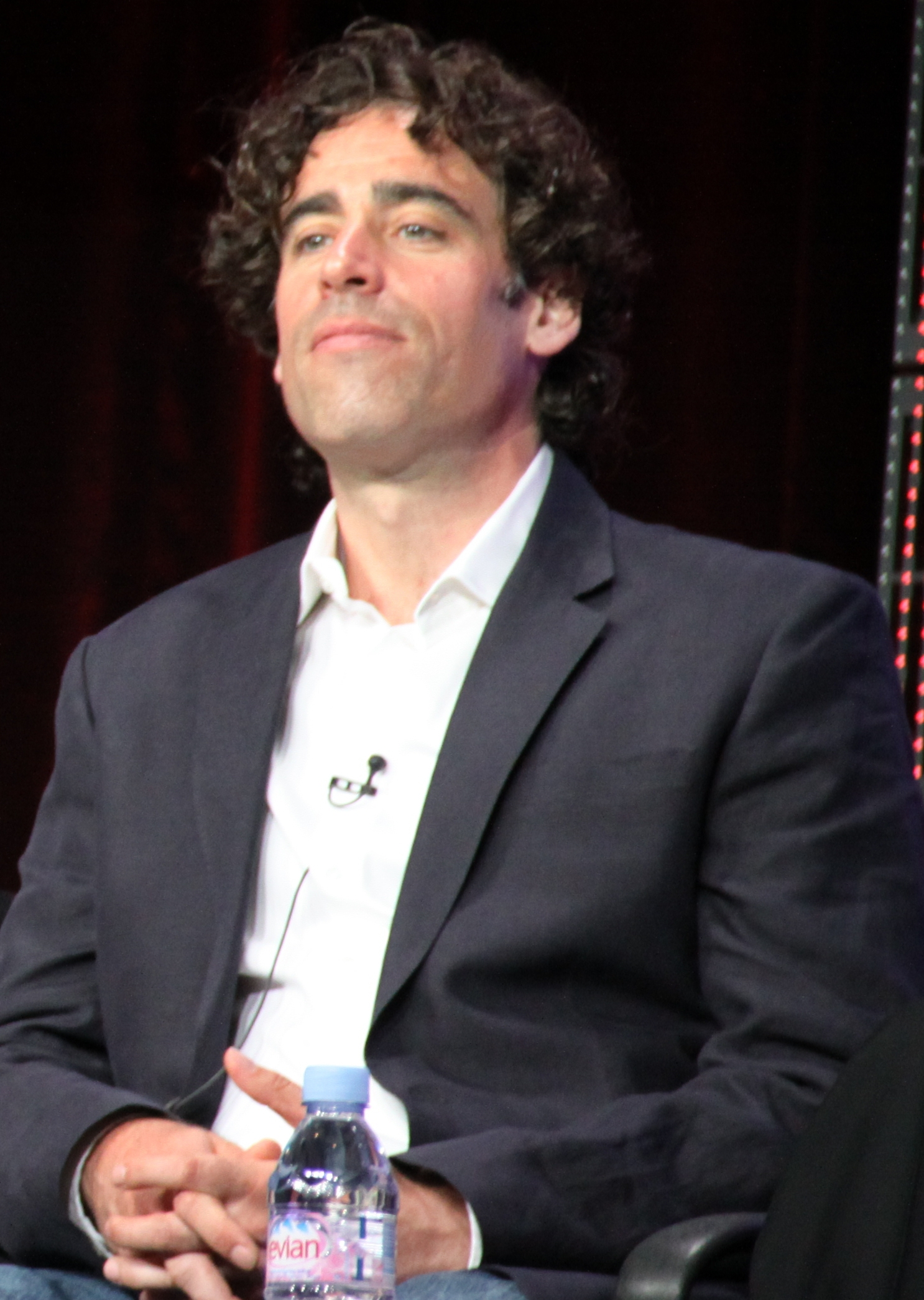
Mangan in 2011

- Guy Secretan (vertolkt door Stephen Mangan): een anesthesist van Zwitserse afkomst. Hij zit achter alle vrouwelijke personeelsleden aan, en in het bijzonder achter Dr. Todd. Hij vernedert Martin Dear zonder ophouden, en is bovendien bedenker van de sport Guyball (uitgesproken als gheeball), waarvan de regels zeer complex zijn. Hij heeft een enorm ego en laat geen moment onbenut om vooral Dr. Macartney van zijn superioriteit te overtuigen, zonder al te veel succes. Hij is de halfbroer van Martin.
- Dr. "Mac" Macartney (vertolkt door Julian Rhind-Tutt): een hippe blonde chirurg die altijd een gevat antwoord klaar heeft. Hij haalt grapjes uit met Guy Secretan, zoals het stelen van bordjes in het ziekenhuis, en neemt het meestal op voor Martin Dear. Zijn voornaam wordt in de gehele reeks niet vernoemd, maar in aflevering 5 van het tweede seizoen wordt er door Holly gezegd dat Macs voornaam Paul is (fonetisch zoals zanger Paul McCartney).
- Martin Dear (vertolkt door Karl Theobald): dokter in opleiding. Hij mag werken in het ziekenhuis omdat zijn moeder, Joanna Clore, een belangrijke functie heeft. Hij is een sullige en onhandige pechvogel. Laat over zich heenlopen en heeft een oogje op Dr. Todd. Hij is de halfbroer van Guy en de zoon van Joanna, maar geen van beide wilt dit tonen in het openbaar.
- Dr. Angela Hunter (vertolkt door Sarah Alexander): een perfectioniste, maar daarnaast wel een van de normalere personages uit de serie. Ze verhuist met haar vriend naar Canada, waar ze sterft (volgens Guy door een eland).
- Joanna Clore (vertolkt door Pippa Haywood): manager van human resources. Ze heeft met toenemende tegenzin een relatie met Dr. Alan Statham, terwijl ze liever iets met Lyndon zou hebben. De relatie met Alan is een geheim en wordt steeds ingewikkelder. Ze is de moeder van Martin en Guy.
- Dr. Alan Statham (vertolkt door Mark Heap): enerverende en betweterige radioloog, die denkt dat hij gevoel voor humor heeft. Hij heeft een complex over de lengte van zijn geslachtsorgaan en ligt voortdurend in de clinch met Boyce.
- Boyce (vertolkt door Oliver Chris): student in opleiding bij dokter Statham. Hij ziet het op de zenuwen werken van Dr. Alan Statham als een van de belangrijkste dagelijkse activiteiten. Ofdat Boyce zijn voor- of achternaam is is niet bekend.

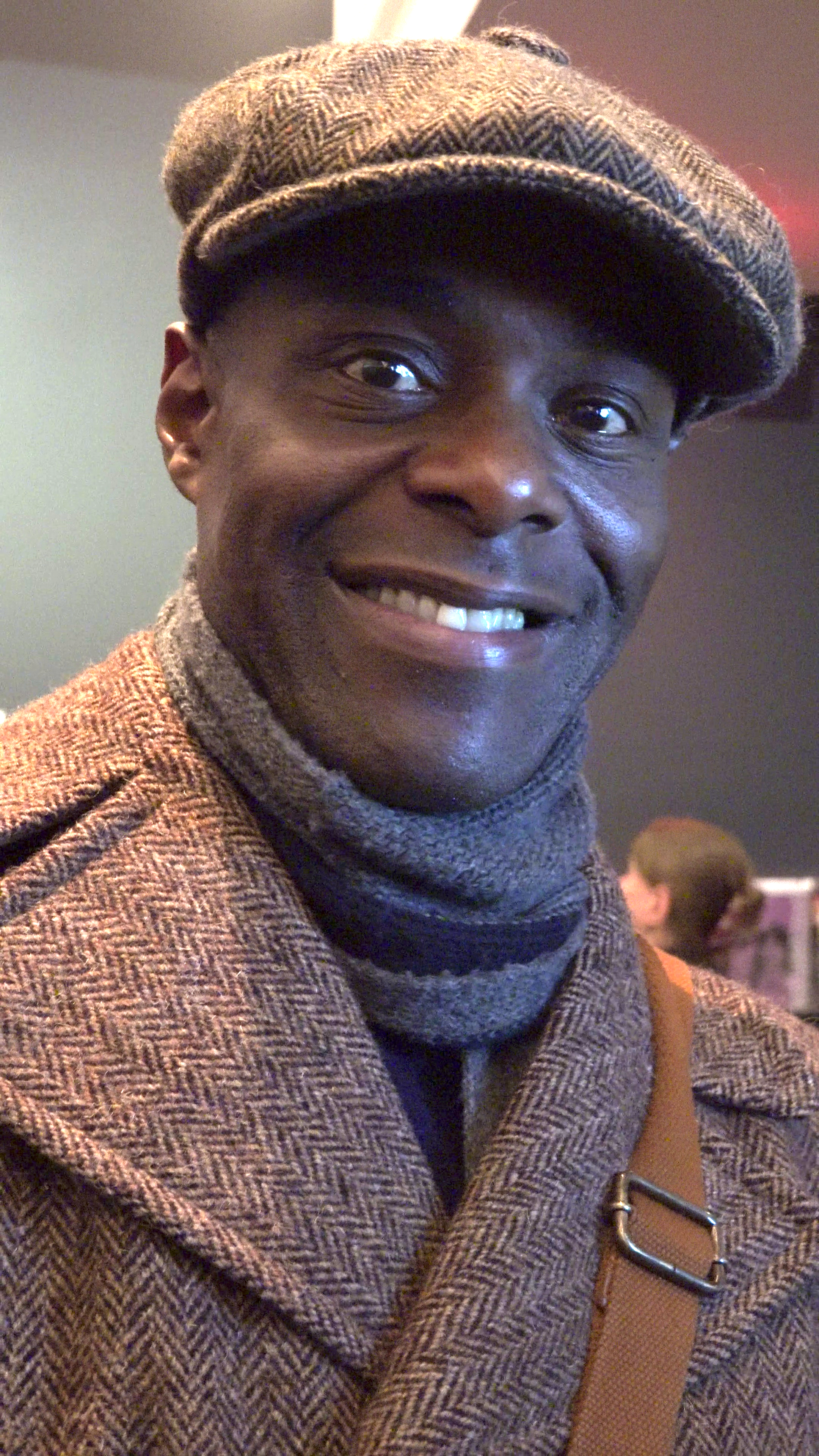
Joseph in 2015

- Lyndon Jones (vertolkt door Paterson Joseph): IT-specialist, die het niet kan uitstaan dat Joanna Clore van human resources hem voortdurend probeert te versieren. Dr. Statham denkt het omgekeerde en is voortdurend op zijn hoede voor Lyndon.

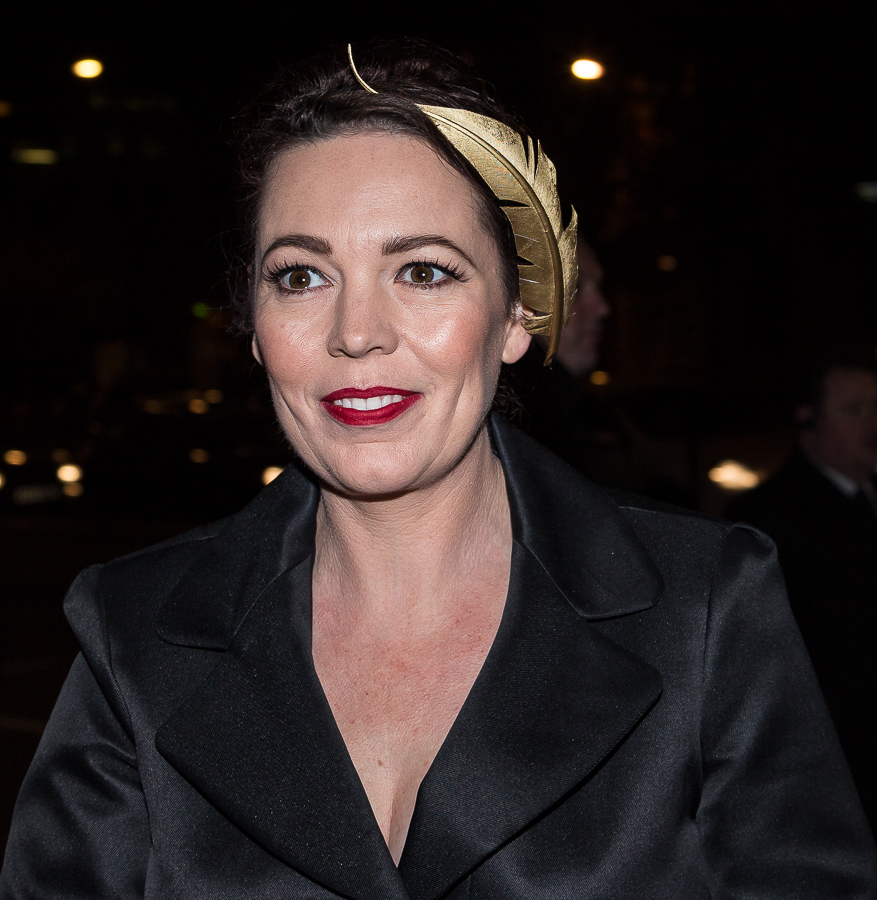
Colman in 2014

- Harriet Schulenburg (vertolkt door Olivia Colman): de vergeetachtige moeder van drie kinderen die bij de human resources werkt. Ze komt gewoonlijk te laat, en is vaak al blij als ze maar een half uur te laat komt.
- Karen Ball (vertolkt door Lucinda Raikes): een administratief personeelslid. Ze is, zeker in seizoen 1, zeer timide en onzeker. Daarnaast is ze stapelverliefd op Martin Dear, die echter meer voor Caroline Todd voelt.

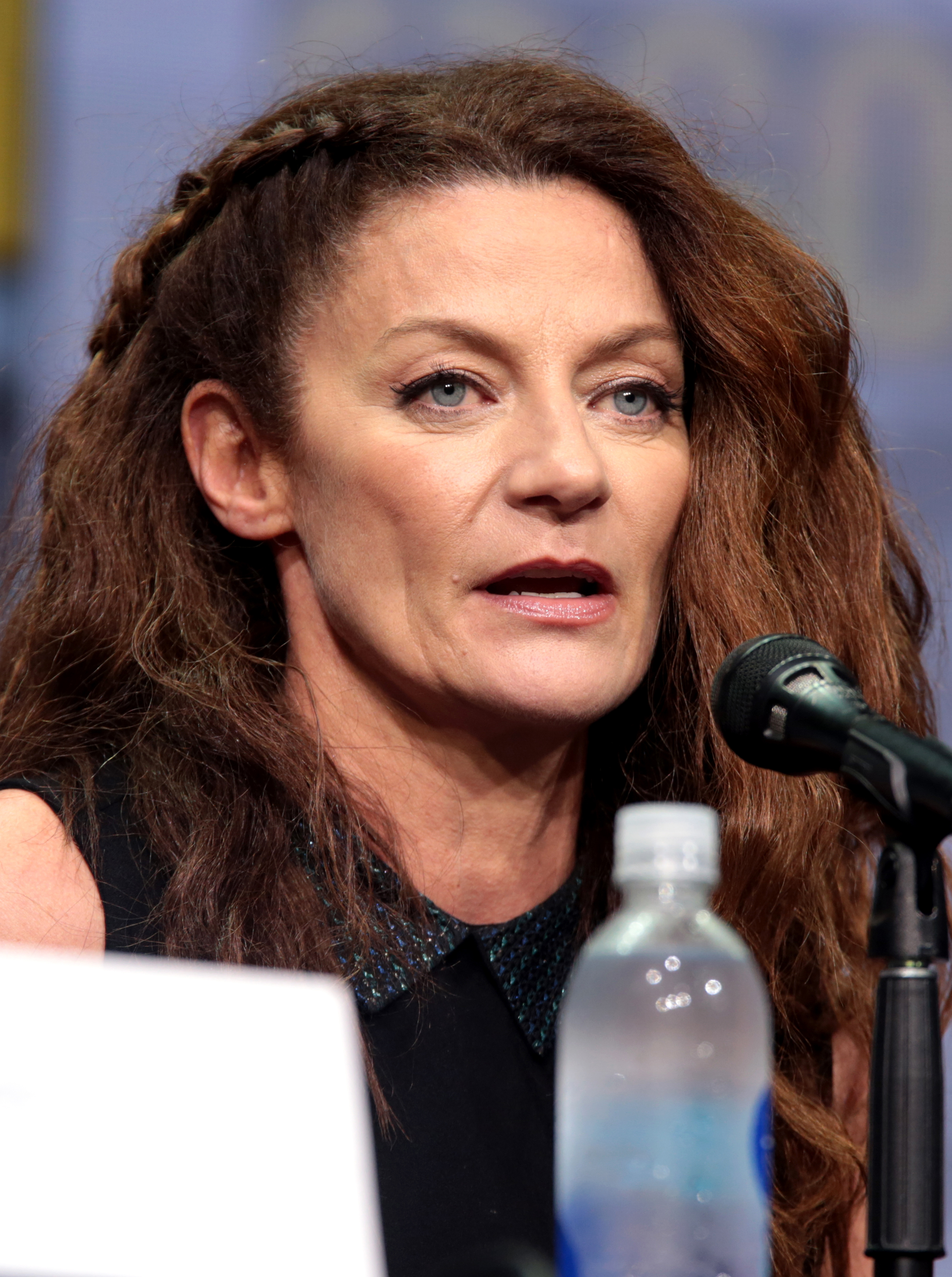
Gomez in 2017

- Sue White (vertolkt door Michelle Gomez): de consulent voor het personeel, die een duidelijk Schots accent heeft. Ze is dolverliefd op Dr. Macartney en doet er dan ook alles aan om Dr. Todd (die ze Dr. Trodd noemt) uit zijn buurt te houden. Ze trekt zich van niemand wat aan en meent dat het ziekenhuis volledig van haar is. Eigenlijk is ze knettergek, maar meestal op een onschuldige manier. Wel heeft ze, toen Mac in een coma lag, zaadcellen "afgetapt" en later ook gebruikt.
- Kim Alabaster (vertolkt door Sally Bretton): een werknemer bij human resources. Ze krijgt het meeste werk van Joanna, maar speelt wel, net zoals de anderen, meer spelletjes dan dat ze werkt. Ze heeft een relatie met Boyce.
- "Naughty" Rachel (vertolkt door Katie Lyons): een werknemer bij human resources. Haar naam "Naughty Rachel" heeft ze gekregen door haar uitspraken, zoals bijvoorbeeld "I always fuck on a first date!". Ze weegt geregeld haar borsten om te zien hoeveel het zou kosten om ze op te sturen naar verschillende landen. Haar achternaam is nooit vernoemd geweest.
- Holly Hawkes (vertolkt door Sally Phillips): de ex van Mac. Ze zijn uit elkaar gegaan omdat Holly zwanger was en het kind niet wilde houden, terwijl Mac dit wel wilde. Vervolgens pleegde Holly abortus.
- Jake Leaf (vertolkt door Darren Boyd): een therapeut in het ziekenhuis. Dr. Todd ziet ook hem als een mogelijk lief. Clore en Statham komen vaak bij hem op  consultatie. Hij is de eigenaar van een twaalf jaar oude Tamagotchi.
- Oliver "Ollie" (vertolkt door Keir Charles): de enige mannelijke medewerker bij human resources. Door de vrouwen wordt hij ook wel "Ollie" genoemd. Zijn achternaam wordt nooit genoemd
- Emily "Emmy" Lewis Westbrook (vertolkt door Daisy Haggard): ex van Mac. Er is nog een andere persoon met dezelfde naam en dezelfde job, die Dr. Todd tijdens haar research per ongeluk door elkaar haalt.
- Liam (vertolkt door Oliver Milburn): iemand wiens achternaam onbekend is.
- Charles the CEO (vertolkt door Robert Harley): de CEO van het ziekenhuis is. Zijn achternaam wordt niet genoemd in de serie.